# Cefapirină
Cefapirina este un antibiotic din clasa cefalosporinelor de primă generație. Este utilizată sub formă de sare de sodiu în prevenirea (operatorie) și în tratamentul unor infecții bacteriene. Există și formulări de uz veterinar (benzatin-cefapirină).